# Leave Home
Leave Home es el nombre del segundo álbum del grupo norteamericano The Ramones. Fue lanzado el 10 de enero de 1977 por Sire Records. El álbum incluye varias canciones clásicas de los Ramones como "Pinhead", "Gimme Gimme Shock Treatment", "I Remember You" o "California Sun". Es el único álbum de Ramones que tuvo diferentes controversias para su lanzamiento, debido a la canción "Carbona Not Glue" la cual estableció problemas legales con la compañía Delta Carbona L.P..

## Historia
La banda había escrito la mayor parte de las canciones que aparecen en sus dos primeros álbumes antes de firmar con Sire (como lo demuestra la lista de canciones que interpretaban en vivo en 1976). Fueron colocadas más o menos en orden cronológico en los dos primeros discos, como ha explicado Johnny Ramone: "Nosotros las grabamos en el orden en que fueron escritas, hemos querido mostrar una ligera progresión en las estructuras de las canciones."
Muchos fanes y críticos apuntan que el disco tiene una evolución en el sentido pop pero que mantiene el estilo musical de la banda. El álbum fue registrado exclusivamente en los Sundragon Studios de Manhattan, New York.
Craig Leon, el productor del primer álbum, Ramones, había dejado Sire Records en el otoño de 1976 y fue remplazado por Tony Bongiovi. Bongiovi había sido el mentor del baterista Tommy Ramone, mientras que los dos estaban trabajando juntos en los estudios Record Plant en la producción del álbum de Jimi Hendrix, Band of Gypsys. Tommy también ayudó con la producción del "Leave Home", un papel que repetiría durante muchos de los siguientes álbumes de los Ramones.

### Controversia con Carbona
La versión original incluye "Carbona No Glue" como la quinta canción del álbum. Sin embargo, la canción fue eliminada del álbum para evitar una demanda potencial ya que "Carbona" era una marca corporativa. El álbum fue relanzado sin la pista y en su lugar fue puesto "Babysitter". En la versión británica del álbum "Babysitter" no aparece alistada en la contratapa ni tampoco en el interior del álbum. Muchos coleccionistas creían que "Babysitter" es una versión rara de "Carbona Not Glue".
Cuando Sire Records repentinamente cambio de distribuidor a ABC Records por Warner Bros. Records (que había comprado la disquera), una nueva versión del álbum fue lanzada y "Babysitter" fue reemplazada con el sencillo "Sheena Is a Punk Rocker", la cual también aparece en el próximo álbum de Ramones con una mezcla diferente.

### Relanzamiento de Rhino Records
Rhino Records relanzó el álbum remasterizado el 19 de junio de 2001. Con pistas extras las cuales cuentan con un registro en directo el cual fue llevado a cabo en el primer show de la banda en el Roxy Theatre en Los Ángeles, California el 12 de agosto de 1976.
Este relanzamiento incluye "Carbona Not Glue" y uno de sus reemplazos, "Babysitter". El primero fue puesto en su lugar original, y el último fue incluido al final del álbum, precediendo a los bonus tracks en vivo. Mientras que la mezcla de "Sheena Is a Punk Rocker" quedó descartada para este relanzamiento, pero se puede encontrar en el de Rocket to Russia, así como en varias álbumes recopilatorios de los Ramones como en Ramones Mania y Hey Ho! Let's Go.

## Listado de canciones
Todas las canciones escritas y compuestas por Ramones; except where indicated. Actual writers of all songs credited to the Ramones listed below. 
| Side one | |                               |          |  |
| N.º      | Título | Escritor(es)                  | Duración |  |
| 1.       | «Glad to See You Go»                                                                                            | Dee Dee Ramone, Joey Ramone   | 2:10     |  |
| 2.       | «Gimme Gimme Shock Treatment»                                                                                   | Dee Dee Ramone, Johnny Ramone | 1:38     |  |
| 3.       | «I Remember You»                                                                                                | Joey Ramone                   | 2:15     |  |
| 4.       | «Oh, Oh, I Love Her So»                                                                                         | Joey Ramone                   | 2:03     |  |
| 5.       | «Carbona Not Glue»                                                                                              | Ramones                       | 1:56     |  |
| 6.       | «Suzy Is a Headbanger» (En algunas versiones 'Suzy' aparece como 'Susy', pero parece ser un error de imprenta.) | Ramones                       | 2:08     |  |
| 7.       | «Pinhead» | Ramones                       | 2:42     |  |
| 8.       | «Now I Wanna Be a Good Boy»                                                                                     | Dee Dee Ramone                | 2:10     |  |
| 9.       | «Swallow My Pride»                                                                                              | Dee Dee Ramone                | 2:03     |  |
| 10.      | «What's Your Game»                                                                                              | Joey Ramone                   | 2:33     |  |
| 11.      | «California Sun»                                                                                                | Henry Glover, Morris Levy     | 1:58     |  |
| 12.      | «Commando» | Dee Dee Ramone, Johnny Ramone | 1:51     |  |
| 13.      | «You're Gonna Kill That Girl»                                                                                   | Joey Ramone                   | 2:36     |  |
| 14.      | «You Should Never Have Opened That Door»                                                                        | Dee Dee Ramone, Johnny Ramone | 1:54     |  |

2001 Expanded Edition CD (Warner Archives/Rhino) bonus tracks

| N.º | Título                                                              | Escritor(es)                  | Duración |  |
| 15. | «Babysitter» (Outtake de Leave Home reemplazó a "Carbona Not Glue") | Ramones                       | 2:44     |  |
| 16. | «Loudmouth»                                                         | Dee Dee Ramone, Johnny Ramone | 2:08     |  |
| 17. | «Beat on the Brat»                                                  | Joey Ramone                   | 2:36     |  |
| 18. | «Blitzkrieg Bop»                                                    | Tommy Ramone, Dee Dee Ramone  | 2:13     |  |
| 19. | «I Remember You»                                                    | Ramones                       | 2:17     |  |
| 20. | «Glad to See You Go»                                                | Joey Ramone, Dee Dee Ramone   | 2:03     |  |
| 21. | «Chain Saw»                                                         | Joey Ramone                   | 1:51     |  |
| 22. | «53rd & 3rd»                                                        | Dee Dee Ramone                | 2:27     |  |
| 23. | «I Wanna Be Your Boyfriend»                                         | Tommy Ramone                  | 2:22     |  |
| 24. | «Havana Affair»                                                     | Dee Dee Ramone                | 1:53     |  |
| 25. | «Listen to My Heart»                                                | Dee Dee Ramone                | 1:47     |  |
| 26. | «California Sun»                                                    | Henry Glover, Morris Levy     | 1:58     |  |
| 27. | «Judy Is a Punk»                                                    | Joey Ramone                   | 1:23     |  |
| 28. | «I Don’t Wanna Walk Around With You»                                | Dee Dee Ramone                | 1:31     |  |
| 29. | «Today Your Love, Tomorrow the World»                               | Dee Dee Ramone                | 2:52     |  |
| 30. | «Now I Wanna Sniff Some Glue»                                       | Dee Dee Ramone                | 1:28     |  |
| 31. | «Let’s Dance»                                                       | Jim Lee                       | 2:06     |  |

- Tracks 16-31 registrados en directo en The Roxy en Hollywood, California el 12 de agosto de 1976.

## Créditos

### Ramones
- Joey Ramone – Vocales
- Johnny Ramone – Guitarra
- Dee Dee Ramone – Bajo, coros
- Tommy Ramone – Batería, productor

### Personal adicional
- Tony Bongiovi – Productor
- Ed Stasium – Ingeniero
- Greg Calbi – Mastering
- Moshe Brakha – Fotografía
- Arturo Vega – Artwork